# Кесвай
Кесвай — деревня в Якшур-Бодьинском районе Удмуртской Республики России.

## География
Деревня находится в центральной части республики, в зоне хвойно-широколиственных лесов, при автодороге 94К-44, на расстоянии примерно 2 километров (по прямой) к северо-востоку от села Якшур-Бодья, административного центра района.

### Климат
Климат характеризуется как умеренно континентальный, с продолжительной холодной многоснежной зимой и относительно коротким тёплым летом. Среднегодовая многолетняя температура воздуха составляет 2,4 °С Средняя температура воздуха самого тёплого месяца (июля) — 18 °C (абсолютный максимум — 36,6 °C); самого холодного (января) — −15 °C (абсолютный минимум — −47,5 °C). Среднегодовое количество атмосферных осадков составляет 532 мм, из которых большая часть выпадает в тёплый период.

### Часовой пояс
Деревня Кесвай, как и вся Удмуртская Республика, находится в часовой зоне МСК+1. Смещение применяемого времени относительно UTC составляет +4:00.

## Население
| 2010 | 2012 |
| ---- | ---- |
| 76   | ↗79  |

### Национальный состав
Согласно результатам переписи 2002 года, в национальной структуре населения удмурты составляли 93 % из 80 чел.